# Шагол (аэродром)
Челябинск (Шаго́л) — военный аэродром, расположенный северо-западнее города Челябинска, рядом с входящими в городскую черту посёлком Шагол и железнодорожной станцией Шагол.

## Назначение
Пригоден для самолётов типа Ил-76, Ан-22, Ту-134 и всех более лёгких, а также вертолётов всех типов. Широко используется как аэродром подскока и аэродром временного базирования на время регулярно проводящихся учений.
Является основным аэродромом для учебно-тренировочных полётов курсантов Челябинского военного авиационного института штурманов. На аэродроме базируются самолёты Ту-134Ш, Ту-134УБЛ и Ан-26Ш 221-й учебной авиабазы ВВС РФ.

## История
С осени 2010 года по 2016 год здесь базировалась 6980-я авиационная база 1-го разряда — войсковая часть 69806 (бывший 2-й гвардейский бомбардировочный авиаполк), вооружённая фронтовыми бомбардировщиками Су-24М и тактическими разведчиками Су-24МР. В связи с разрастанием города, траектории взлётов и посадок с аэродрома оказались над жилыми массивами города, что привело в 2010-2012 годах к недовольству жителей и судебным спорам. 
В декабре 2015 года 6980-я авиационная база расформирована, на её месте создан в 2-й смешанный авиационный полк — войсковая часть 86789. С 2018 года Су-24М постепенно заменяются на принимаемые в эксплуатацию истребители-бомбардировщики Су-34. В 2019 году полку был вручён орден Суворова.
Аэродром Шагол был создан в 1936 году для 15-й военной школы лётчиков-наблюдателей. С 1938 по 1953 годы (до создания аэропорта Баландино) аэродром Шагол использовался также как аэропорт города Челябинск.
В ночь на 3 января 2024 года, на фоне вторжения России на Украину, на аэродроме была произведена попытка уничтожения Су-34 путем поджога, однако достоверного подтверждения уничтожения самолета так и не поступило. Напротив, профильные источники отмечают, что при показанном на видеозаписи способе поджога (неизвестное горючее вещество было залито в воздухозаборник самолета) огонь через некоторое время просто потухнет, не нанеся технике серьёзного ущерба. Утверждается, что это осуществила военная разведка Украины.